# Primo Basílio
Primo Basílio é um filme brasileiro do gênero drama, dirigido por Daniel Filho, e cuja estreia ocorreu em 10 de agosto de 2007. O roteiro, uma clássica trama de adultério, foi escrito por Euclydes Marinho, baseada no romance O Primo Basílio, escrito pelo português Eça de Queirós em 1878. O filme foi lançado comercialmente em 6 de março de 2008.
É a terceira vez que o diretor Daniel Filho trabalha com Glória Pires; as outras duas foram em A Partilha e Se Eu Fosse Você. Também o mesmo diretor dirigiu a minissérie homônima que foi ao ar pela Rede Globo em 1988.

## Sinopse
A história se passa em São Paulo, em 1958. Luísa é uma jovem romântica, frágil e sonhadora, casada com Jorge, um engenheiro envolvido na construção da nova capital nacional, Brasília. O casal faz parte da alta sociedade de São Paulo. Quando Jorge é chamado para Brasília a trabalho, Luísa reencontra seu primo Basílio, sua paixão da juventude. Ela está entediada, sozinha em casa com as empregadas Juliana e Joana. Mas seu tédio não dura muito, pois o primo começa a visitá-la. E Basílio é pouco discreto sobre suas intenções e não demora muito para que ele conquiste Luísa com as histórias de suas viagens pela Europa. As saídas frequentes da moça com seu primo dão o que falar na vizinhança, mas o verdadeiro problema é a amarga empregada Juliana, que consegue provas para chantagear sua patroa.

## Elenco
- Fábio Assunção .... Basílio
- Débora Falabella .... Luísa
- Glória Pires .... Juliana
- Reynaldo Gianecchini .... Jorge
- Guilherme Fontes .... Sebastião
- Zezeh Barbosa .... Joana
- Simone Spoladore .... Leonor
- Laura Cardoso .... Vitória
- Gracindo Júnior .... Castro
- Anselmo Vasconcelos .... policial
- Ana Lúcia Torre .... vizinha
- Jitman Vibranovski .... André